# Món
|  | Per a altres significats, vegeu «Món (desambiguació)». |

El món en projecció cilíndrica equidistant

En un sentit general, el món és tot allò que existeix, l'univers. En un sentit més restringit, món es refereix a la Terra, i fins i tot s'utilitza com a sinònim de planeta. També s'utilitza molt sovint per a referir-se a àmbits del coneixement, la cultura o l'experiència humana: el món cristià, el món de la informàtica, el món àrab, etc. També, sovint, per a parlar de creacions fictícies; per exemple, el món de Tolkien.
En el cristianisme, món s'utilitza de vegades per a referir-se al món corrupte i pecaminós fora de la comunitat dels creients. El món, el dimoni i la carn són les fonts clàssiques de temptació per als cristians.
En política, els termes primer món, segon món i tercer món s'utilitzaven fa uns anys per a dividir els països en grans grups. El primer món comprenia els països capitalistes; el segon món, els comunistes, i el tercer món agrupava la resta de països, la majoria en vies de desenvolupament. Avui, desapareguts la majoria de règims comunistes, se solen utilitzar només els termes primer món, per referir-se a països rics o desenvolupats, i tercer món, per referir-se a països subdesenvolupats, o en vies de desenvolupament. A més, s'utilitza quart món per a referir-se a les bosses de pobresa extrema que es troben enmig de les societats desenvolupades.

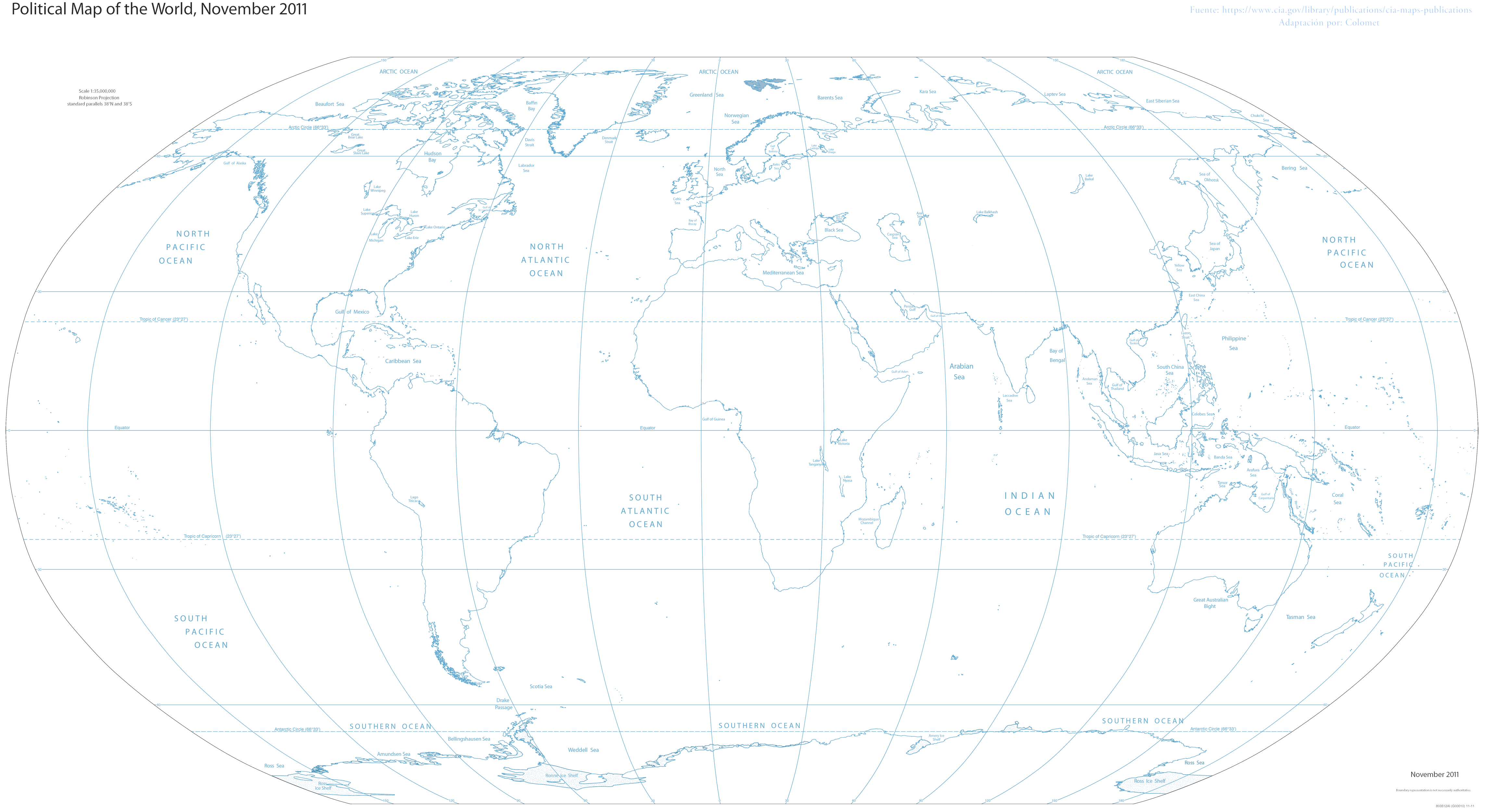
Mapa del món en la projecció Robinson

## Etimologia
Etimologia: del llatí (mundus, i), per als romans era tot allò que els rodejava, el firmament, el cel…

## Dimensions

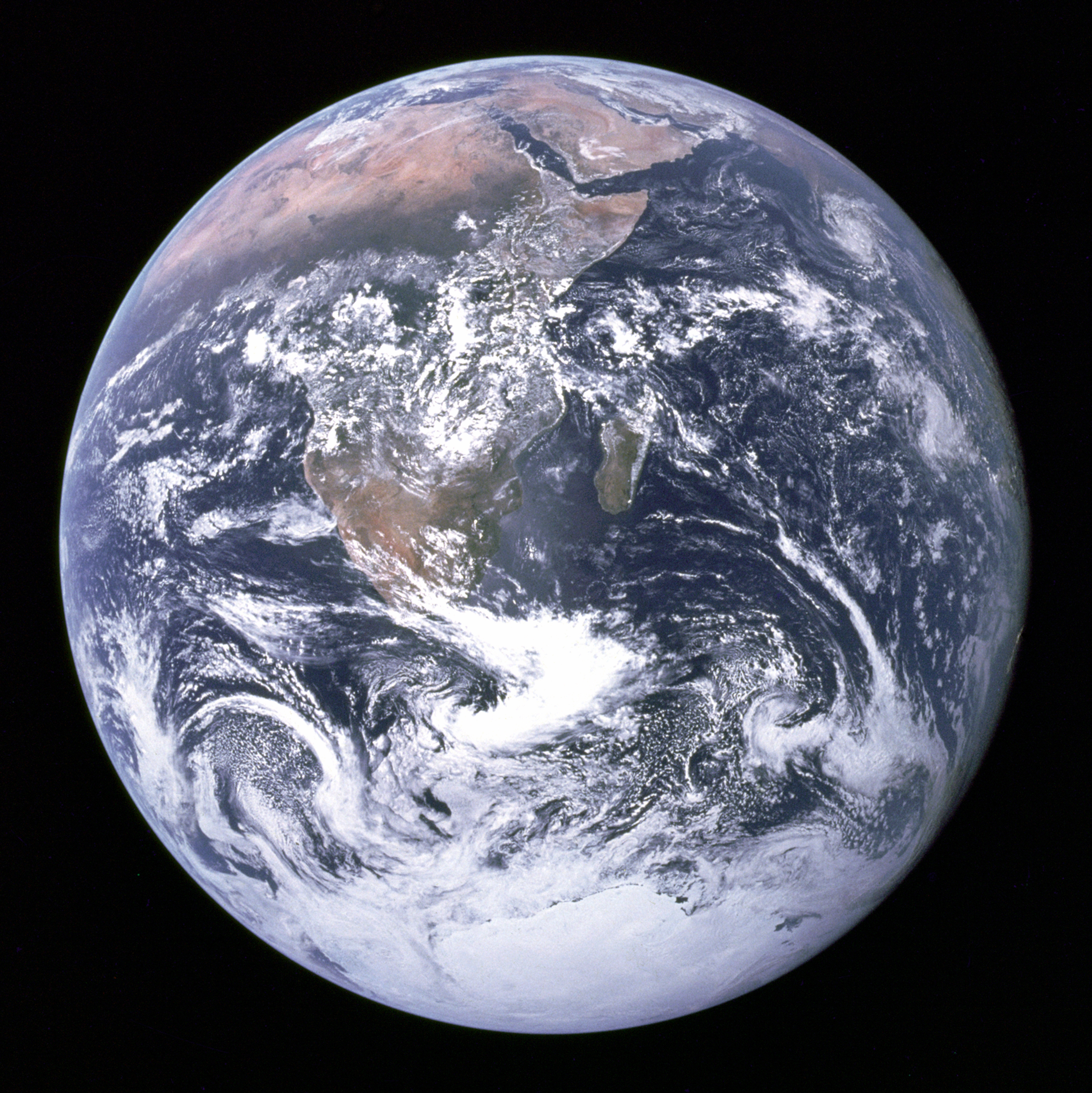
El món vist des de l'Apollo 17

| Dimensions físiques       |                                                                   |
| ------------------------- | ----------------------------------------------------------------- |
| Àrea                      | 510.000.000 km² (196,950,000 milles²)                             |
| Superfície terrestre      | 149.000.000 km² (57.510.000 milles²)                              |
| Superfície aquàtica       | 361.000.000 km² (139.440.000 milles²)                             |
| Circumferència equatorial | 40.077 km (24.902 milles)                                         |
| Circumferència meridional | 40.009 km (24,860 milles)                                         |
| Diàmetre equatorial       | 12.757 km (7.926 milles)                                          |
| Diàmetre polar            | 12.714 km (7.899,988 milles)                                      |
| Radi equatorial           | 6.378,5 km (3.963,42 milles)                                      |
| Radi polar                | 6.357,0 km (3.950,06 milles)                                      |
| Volum de la Terra         | 1.080.000.000.000 km³ (260.000.000.000 milles)                    |
| Massa                     | 5.980.000.000.000.000.000.000 t (6.592.000.000.000.000.000.000 t) |
| Densitat                  | 45 hab./km²                                                       |

### Característiques per regió
| Mida                  | Mida       | Mida          |
| --------------------- | ---------- | ------------- |
| Continent             | àrea (km²) | percentatge % |
| Món                   | 149000000  | 100           |
| Europa+Àfrica+Àsia    | 84 580 000 | 57            |
| Euràsia               | 54 210 000 | 36            |
| Asia                  | 43 810 000 | 29            |
| Amèrica               | 42 330 000 | 28            |
| Àfrica                | 30 370 000 | 20            |
| Amèrica del Nord      | 24 490 000 | 16            |
| Amèrica del Sud       | 17 840 000 | 12            |
| Antàrtida             | 13 720 000 | 9,2           |
| Europa                | 10 400 000 | 7,0           |
| Oceania               | 9 010 000  | 6,0           |
| Austràlia-Nova Guinea | 8 500 000  | 5,7           |
| Austràlia (continent) | 7 600 000  | 5,1           |

| Població humana       | Població humana | Població humana |
| --------------------- | --------------- | --------------- |
| Continent             | aprox. població | percentatge %   |
| Món                   | 6 800 000 000   | 100             |
| Europa+Àfrica+Àsia    | 5 400 000 000   | 84              |
| Euràsia               | 4 510 000 000   | 70              |
| Àsia                  | 3 800 000 000   | 59              |
| Àfrica                | 890 000 000     | 14              |
| Amèrica               | 886 000 000     | 14              |
| Europa                | 710 000 000     | 11              |
| Amèrica del Nord      | 515 000 000     | 8,0             |
| Amèrica del Sud       | 371 000 000     | 5,8             |
| Oceania               | 35 800 000      | 0.55            |
| Austràlia-Nova Guinea | 30 000 000      | 0,5             |
| Austràlia (continent) | 21 000 786      | 0,3             |
| Antàrtida             | 1 000           | 0,00002         |